# Простак Вільсон
«Простак Вільсон», або «Роззява Вільсон», або «Простофіля Вільсон» (оригінальна назва: Pudd'nhead Wilson) — роман Марка Твена опублікований 28 листопада 1894 року. Сюжет розгортається навколо двох хлопчиків — один з них народжений в рабстві, хоча він лише на 1/32 негр; інший, білий, народжений, щоб бути господарем у домі. Ці два хлопчики були дуже схожі, тому їх поміняли в дитячому віці. Кожен з них виростає в соціальній ролі іншого.
Роман публікувався частинами в The Century Magazine (1893—1894) та виданий книгою у 1894.

## Сюжет
Історія відбувається у вигаданому прикордонному містечку Доусонс-Лендінг на березі річки Міссісіпі в першій половині XIX століття. Молодий юрист Девід Вілсон переїжджає туди, але місцеві прозивають його «простаком» (дурником). Його незвичайне хобі — збирати відбитки пальців — не покращує його репутацію, і люди уникають звертатися до нього за юридичною допомогою. Водночас увага переключається на рабиню Роксі, яка є здебільшого білою з невеликою часткою чорної крові, та її сина Чемберса, який має ще меншу частку чорної крові. Роксі доглядає за немовлям свого господаря, Томом Дрісколлом, який того ж віку, що й Чемберс. Побоюючись, що її сина можуть продати працівником на плантації, Роксі вирішує поміняти немовлят у колисках, щоб дати синові життя вільної людини.
Через двадцять років Том Дрісколл — фактично Чемберс, вихований як білий — став розпещеним і егоїстичним аристократом. Після смерті батька Роксі отримує свободу й намагається вийти на пенсію з накопиченнями, але банк, де вона тримала гроші, банкрутує, залишивши її без коштів. Вона повертається до Доусонс-Лендінга, щоб попросити у Тома гроші, розкриває йому правду про його походження і змушує його фінансово підтримувати себе. Коли в місто приїжджають близнюки італійські дворяни, Том свариться з одним із них, а потім, в розпачі, грабує і вбиває багатого дядька, звинувачуючи італійців. Історія досягає суду: Вілсон за допомогою відбитків пальців доводить вину Тома і те, що він не є спадкоємцем Дрісколлів. Права справжнього Тома Дрісколла відновлюють. Наприкінці кредитори успішно добиваються того, щоб Чемберса визнали рабом і продали працівником на плантації для відшкодування боргів.

## Екранізації
В 1916 році вийшов німий фільм «Простак Вільсон» за мотивами роману.